# Moedas de euro espanholas
O euro (EUR ou €) é a moeda comum para a maioria das nações europeias que pertencem à União Europeia, incluindo a Espanha. As Moedas de euros têm dois lados diferentes: um lado comum em toda a Europa, que indica o valor da moeda, e um lado nacional com o desenho escolhido por cada uma das nações. Cada nação da União tem um ou mais desenhos únicos para esse país.
Moedas de euro espanholas consistem em três desenhos diferentes para cada uma das três séries de moedas. As séries menores de moedas de 1, 2 e 5 cêntimos foram desenhadas por Garcilaso Rollán. As séries do meio de moedas de 10, 20 e 50 cêntimos por Begoña Castellanos e as duas maiores moedas contém o retrato ou efígie de Rei Filipe de Espanha pela mão de Luis José Díaz. Todos os desenhos contém as 12 estrelas da UE e o ano de impressão.

| € 0,01                                          | € 0,02                                          | € 0,05                                                                                     |
| ----------------------------------------------- | ----------------------------------------------- | ------------------------------------------------------------------------------------------ |
|                                                 | Ficheiro:2 cents Euro coin Es.gif               |                                                                                            |
| Fachada da catedral de Santiago de Compostela   | Fachada da catedral de Santiago de Compostela   | Fachada da catedral de Santiago de Compostela                                              |
| € 0,10                                          | € 0,20                                          | € 0,50                                                                                     |
|                                                 |                                                 |                                                                                            |
| Miguel de Cervantes, o famoso escritor espanhol | Miguel de Cervantes, o famoso escritor espanhol | Miguel de Cervantes, o famoso escritor espanhol                                            |
| € 1,00                                          | € 2,00                                          | Aresta de € 2                                                                              |
|                                                 |                                                 | O bordo apresenta seis "2" intercalados com 2 estrelas, perfazendo um total de 12 estrelas |
| O retrato de Rei Filipe de Espanha              | O retrato do Rei Filipe de Espanha              |                                                                                            |